# Nuno da Câmara Pereira
Nuno Maria de Bragança e Bourbon da Câmara Pereira CMSMA (nascido Nuno Maria de Figueiredo Cabral da Câmara Pereira; Lisboa, 19 de junho de 1951) é um político e fadista português.
Frequentou o curso de regente agrícola na Escola de Regentes Agrícolas de Évora, em Pós-Graduação, licenciou-se em Ciências do Ambiente e posteriormente em Engenharia do Ambiente, tudo isto pela Universidade Lusófona de Humanidades e Tecnologias de Lisboa, sendo esta última licenciatura posteriormente anulada, por "graves irregularidades". Exerceu funções profissionais na área agrícola e pecuária no Ministério de Agricultura e em empresas privadas que fundou e foi Director da Caixa de Crédito Agrícola Mútuo de Azambuja. Foi Deputado do Parlamento na X Legislatura pelo Partido Popular Monárquico. Foi também pelo MPT (ano 2000) e mais tarde pelo PND, candidato à Câmara Municipal de Sintra nas eleições autárquicas de 2013. Foi também candidato ao Parlamento Europeu e à Câmara Municipal de Vila Viçosa, pelo Partido Popular Monárquico (PPM), do qual era então Presidente, sendo a primeira vez que este Partido conseguiu candidatar-se a todos os círculos eleitorais.
Em 2025 é o candidato do Chega à Câmara de Belmonte.

## Biografia
Nuno da Câmara Pereira nasceu a 19 de Junho de 1951 em Lisboa, filho de Nuno Maria João Crisóstomo Efigénio Atala de Figueiredo Cabral da Câmara Pereira (Belmonte, Loulé) e de D. Ana Telles da Sylva Pacheco (Tarouca, Bertiandos). 
A sua Família é a Pereira, descendendo do seu 5.º avô Manuel Pereira, de Albergaria-a-Velha, e de sua mulher Maria Dias da Cruz.
É seu avô paterno, Armando da Costa de Figueiredo Affonso Pereira, formado em economia e finanças pela Universidade de Coimbra, foi administrador do Banco Nacional Ultramarino em Macau (Banco Emissor) e administrador da Companhia de Seguros L'Urbaine em Lisboa, neto de Domingos Dias Pereira, médico e afamado viticultor, proprietário da Quinta da Cartaxeira (Carcavelos) cujo vinho moscatel foi reconhecido na exposição de Paris em 1880, entre outros certames; tendo sido o pioneiro do vinho de Carcavelos, de excelência reconhecida igualmente pelo eminente agrónomo Ferreira Lapa (1867), e que seu filho Aníbal Dias Pereira continuou, construindo o "Palácio", ainda hoje considerado um verdadeiro centro cultural e social de Carcavelos.
Por seu avô é o representante do Tenente-General e Marechal Bartholomeo da Costa, fundidor, por um só jacto, da colossal Estátua equestre de Dom José, esculpida pelo Mestre Machado de Castro (considerada à época uma das maravilhas do mundo), Cavaleiro da Ordem de Cristo, Fidalgo da Casa de S.M., Superintendente das Minas de Ferro e Carvão de pedra, Intendente Geral das Fundições de Artilharia e Laboratórios dos instrumentos bélicos encarregado do Governo do Arsenal Real do Exército. À época foi considerada por seu inteiro mérito a armaria mais avançada do mundo, pela liga alcançada na arte de trabalhar o bronze. Descobriu o Caulino em Portugal e foi Fundador da Real Academia das Ciências. Foi sepultado no Mosteiro dos Jerónimos de onde mais tarde veio a ser trasladado. Foi igualmente seu, o primeiro Assento de casamento (vide "Lisboa antiga" de Júlio Castilho).
É trineto, por parte da avó paterna D. Maria Malaquias de Figueiredo Cabral da Câmara — filha ilegítima (a ilegitimidade deixou de ser uma categoria jurídica, por inconstitucional, após a Constituição de 1976) e baptizada em Belém, a 8 de Dezembro de 1883, aí dita filha de mãe incógnita (Arquivo Distrital de Lisboa, Paróquia de Belém, Liv. B-28, fls. 79v.-80) de seu Pai D. Nuno de Figueiredo Cabral da Câmara, então viúvo e filho secundogénito do 3.° Conde de Belmonte, D. Vasco António Baltazar da Madre de Deus de Figueiredo Cabral da Câmara e de sua mulher D. Maria do Carmo de Mendoça Rolim de Moura Barreto, filha de Nuno José Severo de Mendoça Rolim de Moura Barreto, 1.° Duque de Loulé e de sua mulher a Infanta Sra. D. Ana de Jesus Maria de Bragança, Infanta de Portugal e filha do Rei D. João VI e da Rainha D. Carlota Joaquina, Infanta de Espanha.
É tetraneto da Infanta de Portugal, Dona Ana de Jesus Maria de Bragança e Bourbon (filha mais nova do Rei Dom João VI) e do 1.º Duque de Loulé Nuno José Severo de Mendoça Rolim de Moura Barreto, cujos direitos na sucessão da Coroa Portuguesa manteve e nunca abdicou, transmitindo-os a toda a sua descendência, do qual é seu representante o 6.º Duque de Loulé, Dom Pedro Folque de Mendoça, Pretendente ao Trono de Portugal (vide "A Casa Loulé e suas Alianças", de Dom Filipe Loulé).
É sua esposa Dona Luísa Maria Patrício de Portugal de Sousa Coutinho, 3.ª Marquesa de Castelo Rodrigo, filha primogénita de Dom António Luís de Portugal de Sousa Coutinho, 7.º Marquês de Valença, de Borba e de Aguiar, Conde de Redondo e de Vimioso, representante do título de Conde de Basto e com Honras de Sobrinho. É esta família a representante genealógica do Condestável e Santo português, Dom Nuno Álvares Pereira, por o 1.º Marquês de Valença e 4.º Conde de Ourém (por doação directa de seu avô materno, Nuno Álvares), o Príncipe Dom Afonso (de Portugal), ser o primogénito filho de sua Mãe, Dona Beatriz Pereira de Alvim, única filha de Nun'Álvares e 1.ª esposa do 1.º Duque de Bragança, Dom Afonso (filho bastardo do Rei D. João I) e, por isso até aos dias de hoje, mantiveram a dignidade do uso do apelido "de Portugal" em alusão ao reino (primogenitura) e também à varonia real, mais tarde mantida, pelo tronco "de Sousa Coutinho" (Borba e Redondo). É ainda esta família a representante em Portugal dos primeiros Marqueses de Castelo Rodrigo, Dom Cristóvão de Moura e de Dona Margarida de Corte-Real, Vice-Rei de Portugal (ao tempo do Rei Dom Filipe I), pelo casamento de sua filha Dona Margarida de Mendonça, com o 5.º Conde de Vimioso e 1.º Marquês de Aguiar, Dom Francisco de Portugal. São também por Dona Margarida os representantes genealógicos do Navegador João Vaz de Corte-Real e seus filhos Navegadores, Vasco, Miguel e Gaspar Corte-Real, os primeiros europeus a chegarem ao Continente americano (Canadá), vinte anos antes de Colombo. Os títulos hoje e após o falecimento de seu pai Dom António de Sousa Coutinho, são representados pelo seu irmão Dom Fernando Patrício de Portugal de Sousa Coutinho, exceptuando o de Marquês de Castelo Rodrigo, que por pacto de família, em si foi entendido bem representar, tendo em conta as antigas memórias destas diferentes famílias que na altura se filiavam em diferentes opções, Dom Cristóvão de Moura defendendo os Reis Católicos e Dom Francisco de Portugal, 3.º Conde de Vimioso, a Dom António, Prior do Crato de quem era seu Condestável (vide Marqueses de Castelo Rodrigo).
Dois anos da sua infância foram passados no Funchal, onde estudou no Externato Nun'Álvares, popularmente conhecido como "Caroço".
Casou a 7 de Julho de 1973 com D. Luísa Maria Patrício de Portugal de Sousa Coutinho (Lisboa, 5 de Outubro de 1952), filha de D. António Luís de Portugal de Sousa Coutinho, 7.° Marquês de Valença, com quem teve:
- D. Nuno Maria de Sousa Coutinho Cabral da Câmara Pereira, n. Lisboa a 26 de junho de 1975 (50 anos);

- D. Maria Madalena de Sousa Coutinho Cabral da Câmara Pereira, n. Lisboa a 05 de janeiro de 1977 (48 anos);

- D. Carlota Joaquina de Sousa Coutinho Cabral da Câmara Pereira, n. Lisboa a 16 de junho de 1979 (46 anos).

Em 2022 revelou que tem uma segunda família e assumiu um filho bebé. O fadista foi pai, aos 70 anos, de um bebé fruto da relação com Ana Sofia Santos Fonseca, de 33 anos:
- Vasco António, nascido a 22 de novembro de 2021 (3 anos).[7]

Em outubro de 2022, mudou dois dos seus sobrenomes passando de Nuno Maria de Figueiredo Cabral da Câmara Pereira para Nuno Maria de Bragança e Bourbon da Câmara Pereira, tendo abdicado dos sobrenomes Figueiredo Cabral em prol de Bragança e Bourbon.

### Licenciatura pela Universidade Lusófona
Matriculou-se na universidade Lusófona e teria, assim, concluído em 2012 a Licenciatura em Engenharia do Ambiente, tendo já anteriormente frequentado a Universidade para obter a especialização académica em Ciências do Ambiente. Mas, uma auditoria da Inspecção-Geral da Educação e Ciências passou a pente fino os processos de centenas de ex-alunos e detectou várias irregularidades graves na atribuição de créditos feita pela Universidade a Miguel Relvas. Na sequência de uma decisão oficial, Nuno da Câmara Pereira viu a 7 de Abril de 2015, o Reitor da Universidade Lusófona ser obrigado a decidir pela nulidade da sua licenciatura e de mais 150 alunos universitários. O já anteriormente Engenheiro, Nuno da Câmara Pereira, decidiu então recorrer da decisão para as instâncias judiciais, aguardando o desfecho judicial sobre esta matéria que, a seu tempo, irá ter os seus efeitos jurídicos e colaterais.

### Cargos exercidos
- Deputado da nação na X Legislatura da Terceira República Portuguesa (Grupo parlamentar do PSD) - Comissão de Educação Ciência e Cultura; Sub-comissão de Turismo; Sub-comissão da Agricultura; Sub-comissão da Igualdade de Direitos e Família
- Presidente do Partido Popular Monárquico (P.P.M.)
- Vice-Presidente do Partido Popular Monárquico
- Conselheiro do Conselho Superior de Jurisdição da A.N.E.T. (Associação Nacional dos Engenheiros Técnicos)
- Presidente do Colégio Agrário do Sindicato dos Engenheiros
- Director da Caixa de Crédito Agrícola Mútuo de Azambuja
- Director do Sindicato dos Engenheiros Técnicos Agrários (1975)
- Vice-Presidente da Cruz Vermelha de Sintra (1998)
- Director do Jornal "Raio de Luz", Sesimbra
- Assessor de comunicação e imagem da empresa Municipal de Sintra (HPEM)
- Administrador na Herdade da Janela (600 ha), Torrão do Alentejo
- Sócio-gerente na empresa "Sociedade Agro-Pecuária "O Cerdo, Lda", Qta - Alenquer, dedicada à suinicultura intensiva
- Técnico do Ministério da Agricultura e Pescas, no I.R.A, no Centro de Reforma Agrária de Lisboa e na Direcção Regional de Ribatejo e Oeste
- Supervisão Técnica em representação do Ministério da Agricultura, nas herdades do Pombal e Vale de Mouro (Vila Nova da Rainha)
- Sócio-gerente da "Sociedade Hortícola Montcesar", Azambuja, dedicada à horticultura e floricultura intensiva protegida (Estufas)
- Sócio-gerente na Sociedade "Jardim de Monserrate", Sintra (plantas ornamentais e exóticas)
- Sócio-gerente no Restaurante "Novital", Lisboa
- Empresário do Restaurante "O País", Albufeira (2009/2010)[10]

### Cargos que exerce
- Presidente da Direcção da Associação Socorro e Amparo (I.P.S.S.), em Carnide
- Director do Sindicato Nacional dos Engenheiros, Engenheiros Técnicos e Arquitectos
- Secretário Nacional da União Geral de Trabalhadores
- Vogal-suplente na Assembleia Geral da Ordem dos Engenheiros Técnicos
- Comendador-Mor da Ordem de São Miguel da Ala
- Presidente do Conselho de Nobreza
- Vice-Presidente da Associação de Antigos Alunos da Universidade Lusófona, Humanidades e Tecnologia de Lisboa
- Presidente-Substituto da Assembleia Geral da Santa Casa da Misericórdia de Sintra
- Grande Protector do Conselho de Notáveis do Sindicato dos Engenheiros, Engenheiros Técnicos e Arquitectos[10]

## Carreira como fadista
Proveniente de uma família de fadistas — é sobrinho de Maria Teresa de Noronha e primo de Vicente da Câmara, Frei Hermano da Câmara e Tereza Tarouca — veio a popularizar-se também como interprete de Fado, fazendo uma carreira particularmente bem sucedida nos anos 1980. 
Embora há muito cantasse em eventos particulares, a sua primeira atuação pública ocorreu em 1977, no Coliseu dos Recreios, durante um espetáculo de variedades. Pouco depois, iniciaria um percurso pelas casas de fado da capital.
O seu primeiro álbum, "Fado!", foi editado em 1982. O disco continha novas versões de clássicos e originais, entre os quais "Acabou o Arraial" e "Cavalo Ruço". "Sonho Menino", em 1983, valeu-lhe o Troféu Revelação do Fado, da revista Nova Gente.
Em 1985, um recital seu esgota a Aula Magna. Atinge o seu maior sucesso de vendas em 1986, com o álbum "Mar Português", que foi dupla platina (mais de 120 000 cópias).

### Discografia
- 1982 - Fado (EMI)
- 1983 - Sonho Menino (EMI)
- 1985 - Nuno da Câmara Pereira (EMI)
- 1986 - Mar Português (EMI)
- 1987 - A Terra, o Mar e o Céu (EMI)
- 1989 - Guitarra (EMI)
- 1992 - Atlântico (EMI)
- 1993 - Tradição: Fados de Maria Teresa de Noronha com José e Vicente da Camara Pereira.
- 1995 - Só à Noitinha (EMI)
- 1997 - Tudo do Melhor (EMI)[11]
- 2001 - A última noite (Universal)
- 2002 - O melhor de Nuno da Câmara Pereira
- 2003 - Jardim de Sonhos (Ovação)
- 2004 - Fado à Minha Maneira
- 2006 - Grandes êxitos (EMI)
- 2009 - Lusitânia[12]

### DVD
- 2003 - Ao vivo no Coliseu

## Monarquia

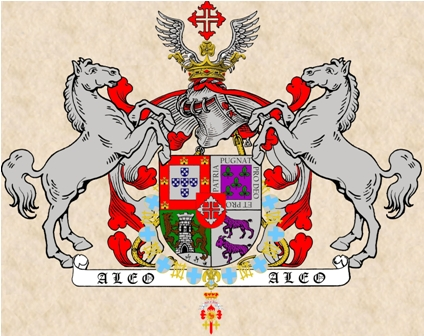

Usa os títulos de Marquês de Castelo de Rodrigo, de jure uxoris, Conde de Faro e Conde de Bertiandos.
Defensor da Monarquia, chegou a presidente da Comissão Política do PPM, partido politico pelo qual foi deputado à Assembleia da República (ainda que eleito nas listas do PSD). Pelo PPM, candidatou-se a presidente da Câmara Municipal de Sintra, de Vila Viçosa e a deputado ao Parlamento Europeu.
Como monárquico, põe em causa a validade do Ramo Miguelista da Casa de Bragança, cujo pretendente ao trono é Duarte Pio de Bragança, o que levou alguns militantes do PPM a terem como pretendente o actual representante do título de Duque de Loulé, Pedro Folque de Mendonça. Antes, terá frequentado os círculos monárquicos com Duarte Pio, o qual, a certa altura, afirmou lhe haver negado o direito de usar a dignidade de Dom, fazendo com que Câmara Pereira se voltasse contra o referido pretendente a Duque de Bragança. Em Abril de 2010, demitiu-se de presidente do PPM por motivos pessoais e acabou por desfiliar-se, juntamente com outros militantes.
É membro da Maçonaria.

### Ordem de São Miguel da Ala
É refundador e "Comendador-Mor" da Ordem de São Miguel da Ala, desde 8 de Agosto de 1981.
Ordem miticamente fundada em 1143, por El-Rei D. Afonso Henriques, aquando da conquista de Santarém aos mouros e em memória à ajuda Celestial de São Miguel, de quem era seu particular devoto. Após o seu reinado, a sua continuidade é nebulosa e apócrifa a sua existência. Após a sua refundação foi considerado seu Grão Mestre, o Arcanjo São Miguel e convidado para seu protector, Duarte Pio de Bragança que, dez anos mais tarde, se veio a auto-excluir da Ordem, advocando a si o direito de a extinguir, fora do direito e sem convocar o seu Capítulo Geral (Assembleia Geral), ao mesmo tempo recriando irregularmente uma Irmandade ilegal com o mesmo nome, o que motivou um cisma que o levou à barra dos tribunais com acusações graves, daí perdendo em toda a linha jurídica, pois baseando-se no direito nato que reivindicava, considerando até que seu bisavô o Rei D. Miguel a havia restaurado secretamente para perseguir a Maçonaria em Portugal.
Em 2007, Nuno da Câmara Pereira, na qualidade de Comendador-Mor da Ordem de São Miguel da Ala, processou Duarte Pio de Bragança sob a acusação de roubo da patente da Ordem de São Miguel da Ala. Em 2009, o Tribunal Cível de Lisboa acabou por dar razão ao lendário líder do Partido Popular Monárquico e obrigou Duarte Pio a desistir do nome registado em 2004. A alegação de Nuno da Câmara Pereira era que, por ter feito o registo cível do nome "Ordem de São Miguel da Ala" em 1981, detém assim os direitos de uso, similar ao tratamento conferido a uma marca ou nome fantasia, tal qual a norma da Lei assim estabelece. Duarte Pio prometeu recorrer. Todavia, independentemente da marca registada ou não, o facto é que é justamente Nuno da Câmara Pereira quem representa a Ordem de São Miguel da Ala, conforme decisão judicial e desígnio de todos os seus Associados ou Cavaleiros, os quais lhe prestaram, sob juramento, fidelidade eterna e total até à morte, o que também foi confirmado em Assembleia Geral, convocada para o efeito e para isso decidido.

### Título de Dom
Invoca, tendo-lhe sido negado por decisão do então Conselho de Nobreza, o título ou tratamento de "Dom", que alegou primeiro Manuel Farinha de Noronha de Andrade terem direito todos os descendentes legítimos de Dom Vasco da Gama que mantiveram a raríssima prerrogativa, concedida excepcionalíssimamente, ao direito ao tratamento de “DOM” também por linha feminina, segundo a Carta Régia de Mercê de 10 de Janeiro de 1502 d`El-Rei Dom Manuel I (fls. 204 do livro 1.º de "Místicos", in Arquivo Nacional da Torre do Tombo…e bem assim o fazemos a ele Vasco da Gama e por seu respeito isto mesmo queremos e nos praz que Aires da Gama e Teresa da Gama, seus irmãos, sejam de Dom e se possam todos, daqui em diante, chamar de dom, e assim seus filhos e netos e todos aqueles que deles descenderem de juro e herdade, sem embargo de quaisquer leis, ordenações, direitos canónicos e civis, glosas, foros, costumes, opiniões de Doutores e capítulos de Cortes, e coisas que contra isto forem ou adiante possam ser feitas, as quais todas e cada uma delas aqui havemos por expressas e declaradas por de nenhum efeito e vigor. E queremos e mandamos que esta nossa Carta de Doação tenha e valha assim e tão cumpridamente como nela é conteúdo. E prometemos por nós e nossos sucessores que após nós hão de vir, de nunca ir-mos contra ela em parte nem do todo, antes o fazemos sempre cumprir e manter como nela é conteúdo, e assim rogamos e recomendamos aos sucessores por nossa bênção que nunca contra ela vão em parte nem no todo, antes a façam assim cumprir e manter como nela é declarado porquanto assim é nossa mercê).
(vide parecer de Dom Luís de Lencastre e Távora, 11.º Marquês de Abrantes, membro do Conselho Director do Instituto Português de Heráldica, e membro da Associação da Nobreza Histórica: "…é parecer que o privilégio do tratamento de "DOM" criado em favor dos descendentes, tanto por linha varonil como por feminina, de Vasco da Gama e de seus irmãos se mantém ainda hoje em vigor, devendo ser seguido por quem de direito, e igualmente ser reconhecido pela entidade a quem compete…").
(vide parecer de Doutor Martim de Albuquerque, Consultor Jurídico do então extinto Conselho da Nobreza e da Associação da Nobreza Histórica de Portugal: "A C.R. de 1502 confere o tratamento de DOM a todos os descendentes de Vasco da Gama, e de seus irmãos Ayres e Teresa, por linha masculina ou por linha feminina.").

### Pretensão ao trono
Publicou o livro "O Usurpador - O Poder sem Pudor" no qual alega que o verdadeiro herdeiro da coroa portuguesa seria o seu primo Pedro José Folque de Mendoça Rolim de Moura Barreto, actual representante do título de Duque de Loulé e Conde de Vale de Reis, por ser um descendente de D. Ana de Jesus Maria, a filha mais nova do rei D. João VI de Portugal. Na sua obra, todavia, reconheceu ainda a validade das pretensões de outra descendente real, D. Maria Pia de Saxe-Coburgo Gotha e Bragança, por tratar-se de uma filha do rei D. Carlos I de Portugal. Segundo Câmara Pereira, Duarte Pio é quem não possui quaisquer direitos dinásticos por descender apenas de um ex-infante, D. Miguel, o qual foi perpetuamente banido da sucessão ao trono após a vitória liberal na Guerra Civil Portuguesa. E assim se manteve até à queda da monarquia em 1910 e continuando até 1950, data em que foi revogada tal lei durante o Estado Novo. Foi o próprio António Óscar Carmona e o presidente do Conselho, António de Oliveira Salazar, quem assinaram a anulação da Lei do Banimento e da Lei da Proscrição.

## Condecorações e Louvores
- Medalha de Mérito e Prata da Vila de Sintra e da Cidade de Lisboa
- Medalha de Mérito e Ouro da Cidade de Lisboa
- 4 discos de platina, 4 discos de ouro, 3 discos de prata
- Medalha de Mérito em Prata Maciça do Sindicato Nacional dos Engenheiros, Engenheiros Técnicos e Arquitectos
- Foi uma das 50 figuras do fado e da guitarra portuguesa homenageadas, em 2012, aquando da celebração do primeiro aniversário do fado enquanto Património Imaterial da Humanidade, tendo nessa altura recebido a Medalha Municipal de Mérito (Grau Ouro), da cidade de Lisboa. [20][21]